# Wassermungenau

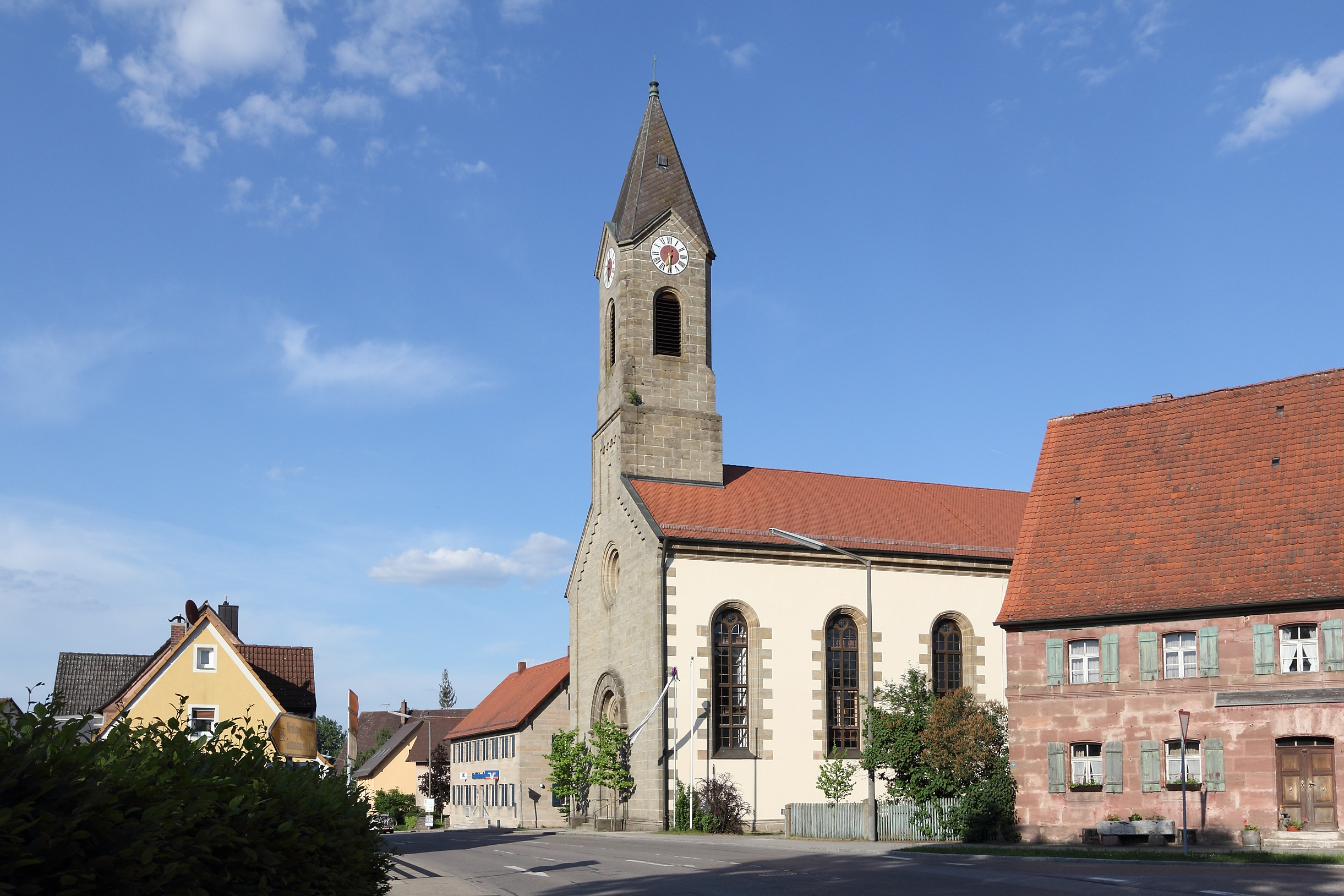
St. Andreas-Kirche

Wassermungenau (fränkisch: (Wassa)mummala) ist ein Gemeindeteil der Stadt Abenberg im Landkreis Roth (Mittelfranken, Bayern). Die Gemarkung Wassermungenau hat eine Fläche von 6,890 km². Sie ist in 1520 Flurstücke aufgeteilt, die eine durchschnittliche Fläche von 4532,79 m² haben.

## Geografie
Das Pfarrdorf liegt an der Fränkischen Rezat, die es in zwei Hälften teilt. Innerorts mündet von links der von Dürrenmungenau kommende Fischbach in den Fluss. 1 Kilometer nördlich befindet sich das Flurgebiet Auf den Sand, 1 km nordöstlich liegt das Dürrenmungenauer Holz, unmittelbar nordöstlich schließt sich die Weiherleite an. 0,5 km südlich erhebt sich der Eichenbühl (399 m ü. NHN), 0,5 km südwestlich der Pfaffenbühl (416 m ü. NHN).
Die Bundesstraße 466 führt nach Obererlbach (5 km südwestlich) bzw. nach Barthelmesaurach (7,5 km nördlich). Die Staatsstraße 2223 führt nach Untereschenbach (2,5 km nordwestlich) bzw. an der Stiegelmühle vorbei nach Höfstetten (3 km südlich), die Kreisstraße RH 9 führt nach Beerbach (1,8 km östlich).

## Geschichte
In einer Sandgrube im Fischbachtal bei Wassermungenau wurden zahlreiche Keramiken aus der Urnenfelderzeit gefunden, die auf eine Besiedlung hinweisen.
Wassermungenau wurde im Jahr 810 in einer Schenkungsurkunde des Regensburger Abtbischofs Adalwin († 816) an die Klostergemeinschaft St. Salvator, die dem  Benediktinerkloster St. Emmeram unterstand, erstmals erwähnt. Grundwort des Ortsnamens ist mhd. „ouwe, owe“ (= wasserreiches Wiesenland), Bestimmungswort das fränkische Adjektiv „munk“ (= breit). Der Teil westlich der Rezat hieß später auch „Wolfmuntingas“ mit der Bedeutung Siedlung des Wolfmunt, der Teil östlich der Rezat hieß „Altstatt“ bzw. „Turunfeld“. Der Ort lag verkehrsgünstig an der Burgunderstraße. Um 1189 weihte der Eichstätter Bischof Otto eine Kirche zu Mungenau. Gemeint war aber wahrscheinlich die abgegangene Kirche St. Otto zu Hergersbach. Für Wassermungenau selbst wurde erst im 15. Jahrhundert die St.-Andreas-Kirche bezeugt.
Im burggräflichen Urbar von 1361/64 wurde für Wassermungenau eine Untertansfamilie verzeichnet, die dem Amt Windsbach unterstand.
Im Jahre 1529 unterstanden der reichsstadt-nürnbergischen Hauptmannschaft Hergersbach 9 Untertansfamilien im Ort.
Im 16-Punkte-Bericht des Oberamts Windsbach von 1608 werden für Wassermungenau 34 Mannschaften verzeichnet. Grundherren waren das Kastenamt Windsbach (2 Schenkstätten, 2 Höfe und 6 Köblergüter), das eichstättische Kastenamt Spalt (1 Mühle, 1 Schenkstatt, 4 Höfe und 6 Güter), das Spital Schwabach (1 Hof), die Reichsstadt Nürnberg (5 Höfe und 5 Güter) und die Dettelbachischen Erben (1 Gut). Außerdem gab es ein Gemeindehirtenhaus. Das Hochgericht übte das brandenburg-ansbachische Kasten- und Stadtvogteiamt Windsbach aus. Im Dreißigjährigen Krieg wurde der Ort stark verheert. Nach 1652 stieg wieder die Bevölkerungszahl durch den Zuzug von protestantischen Glaubensflüchtlingen, v. a. aus dem niederösterreichischen Waldviertel und dem oberösterreichischen Mühlviertel (hier besonders aus dem „Ländlein ob der Enns“).
Im Eichstätter Salbuch von 1671 wurden 16 Untertansfamilien des Kastenamts Spalt, 11 U. des Kastenamts Windsbach und 1 U. des Kastenamts Roth verzeichnet. Die Nürnberger Untertansfamilien wurden nicht erwähnt. Einen Gemeindeherrn gab es zu dieser Zeit nicht. Seit 1681 hatte das an der „Land- und Commerzialstraße“ (Nürnberg–Ulm) (heute: Bundesstraße 466) gelegene Wassermungenau eine eigene Poststation der Kaiserlichen Reichspost, die von Thurn und Taxis betrieben wurde.
In der Amtsbeschreibung des Pflegamtes Lichtenau von 1748 wurden für den Ort 42 Untertansfamilien angegeben, wovon 11 dem Pflegamt unterstanden und 31 Fremdherren.
Gegen Ende des 18. Jahrhunderts bestand Wassermungenau aus 49 Anwesen. Das Hochgericht und die Dorf- und Gemeindeherrschaft übte weiterhin das Kasten- und Stadtvogteiamt Windsbach aus. Grundherren waren das Fürstentum Ansbach (26 Anwesen; Kastenamt Windsbach: 1 Ganzhof, 3 Halbhöfe, 1 Halbhof mit Tafernwirtschaft, 1 Köblergut, 2 Güter mit jeweils einer Tafernwirtschaft, 2 Gütlein, 1 Gütlein mit Gastwirtschaft, 11 Leerhäuser, 1 Badhaus, 1 Schmiede; Richteramt Georgensgmünd: 1 Leerhaus; Spital Schwabach: 1 Dreiviertelhof), das Kastenamt Spalt (15 Anwesen: 1 Ganzhof mit Tafernwirtschaft, 4 Halbhöfe, 2 Köblergüter, 2 Gütlein, 2 halbe Leerhäuser, 1 Mahlmühlgut, 2 Schmiedgütlein), die Reichsstadt Nürnberg (St.-Klara-Klosteramt: 3 Dreiviertelhöfe; Landesalmosenamt: 1 Halbhof mit Gastwirtschaft) und Nürnberger Eigenherren (von Ebner: 1 Köblergut; von Stromer: 1 Gütlein; von Tucher: 1 Leerhaus; von Dilherr: 1 Halbhof). Neben den Anwesen gab es noch kirchliche Gebäude (Pfarrhof, Pfarrkirche) und kommunale Gebäude (Schule, Hirtenhaus). Von 1797 bis 1808 unterstand der Ort dem Justiz- und Kammeramt Windsbach. Zu dieser Zeit gab es 46 Untertansfamilien, von denen 20 ansbachisch waren.
1806 kam Wassermungenau an das Königreich Bayern. Im Rahmen des Gemeindeedikts wurde 1808 der Steuerdistrikt Wassermungenau gebildet, zu dem Beerbach, Hergersbach, Pflugsmühle, Thonhof, Untereschenbach und Winkelhaid gehörten. Die Ruralgemeinde Wassermungenau entstand 1810 und war deckungsgleich mit dem Steuerdistrikt. Sie war in Verwaltung und Gerichtsbarkeit dem Landgericht Heilsbronn zugeordnet und in der Finanzverwaltung dem Rentamt Windsbach. Mit dem Zweiten Gemeindeedikt (1818) wurden fünf Ruralgemeinden gebildet:
- Beerbach mit Pflugsmühle;
- Hergersbach;
- Untereschenbach;
- Wassermungenau;
- Ruralgemeinde Winkelhaid mit Thonhof.[23]

Von 1862 bis 1879 gehörte Wassermungenau zum Bezirksamt Heilsbronn, ab 1880 zum Bezirksamt Schwabach (1939 in Landkreis Schwabach umbenannt) und zum Rentamt Spalt (1919 in Finanzamt Spalt umbenannt). Die Gerichtsbarkeit blieb bis 1879 beim Landgericht Heilsbronn, von 1880 bis 1970 war das Amtsgericht Roth zuständig, seit 1970 ist es das Amtsgericht Schwabach. 1932 wurde das Finanzamt Spalt aufgelöst und Wassermungenau dem Finanzamt Schwabach zugewiesen. Die Gemeinde hatte 1964 eine Gebietsfläche von 6,866 km².
Im 19. Jahrhundert war eine Verbindung zu den bereits bestehenden Stichbahnen Georgensgmünd–Spalt und Wicklesgreuth–Windsbach geplant, was jedoch nicht umgesetzt wurde.
Am 1. Mai 1978 wurde die Gemeinde Wassermungenau im Zuge der Gebietsreform in Bayern in die Stadt Abenberg eingegliedert.

### Baudenkmäler
In Wassermungenau gibt es zwölf Baudenkmäler:
- St. Andreas (Wassermungenau), evangelisch-lutherische Pfarrkirche
- Haus–Nr. 27: Pfarrhaus
- Haus–Nr. 31: Gasthaus Post
- Friedhof
- Häuser und Scheunen
- Sommerkeller, Felsenkeller

### Einwohnerentwicklung
| Jahr      | 1818   | 1840   | 1852   | 1855   | 1861   | 1867   | 1871   | 1875   | 1880   | 1885   | 1890   | 1895   | 1900   | 1905   | 1910   | 1919   | 1925   | 1933   | 1939   | 1946   | 1950   | 1952   | 1961   | 1970   | 1987   | 2014 |
| Einwohner | 344    | 456    | 433    | 438    | 443    | 469    | 480    | 475    | 485    | 538    | 493    | 494    | 524    | 532    | 543    | 544    | 555    | 516    | 511    | 815    | 799    | 745    | 621    | 681    | 800    | 1069 |
| Häuser    | 42     | 72     |        |        |        |        | 85     |        |        | 92     | 93     |        | 94     |        |        |        | 102    |        |        |        | 111    |        | 123    |        | 207    |      |
| Quelle    | [ 29 ] | [ 30 ] | [ 31 ] | [ 31 ] | [ 32 ] | [ 33 ] | [ 34 ] | [ 35 ] | [ 36 ] | [ 37 ] | [ 38 ] | [ 39 ] | [ 40 ] | [ 39 ] | [ 41 ] | [ 39 ] | [ 42 ] | [ 39 ] | [ 39 ] | [ 39 ] | [ 43 ] | [ 39 ] | [ 24 ] | [ 44 ] | [ 45 ] |      |

## Religion
Der Ort ist Sitz der Pfarrei St. Andreas und seit der Reformation evangelisch-lutherisch geprägt. Die Einwohner römisch-katholischer Konfession waren ursprünglich nach St. Wenzeslaus (Theilenberg) gepfarrt, heute ist die Pfarrei St. Jakobus (Abenberg) zuständig.

## Wanderwege
Durch Wassermungenau führen die Fernwanderwege Hopfenweg und Dr.-Fritz-Linnert-Weg; ebenso der Rund-Fernwanderweg Burgen und Schlösser.

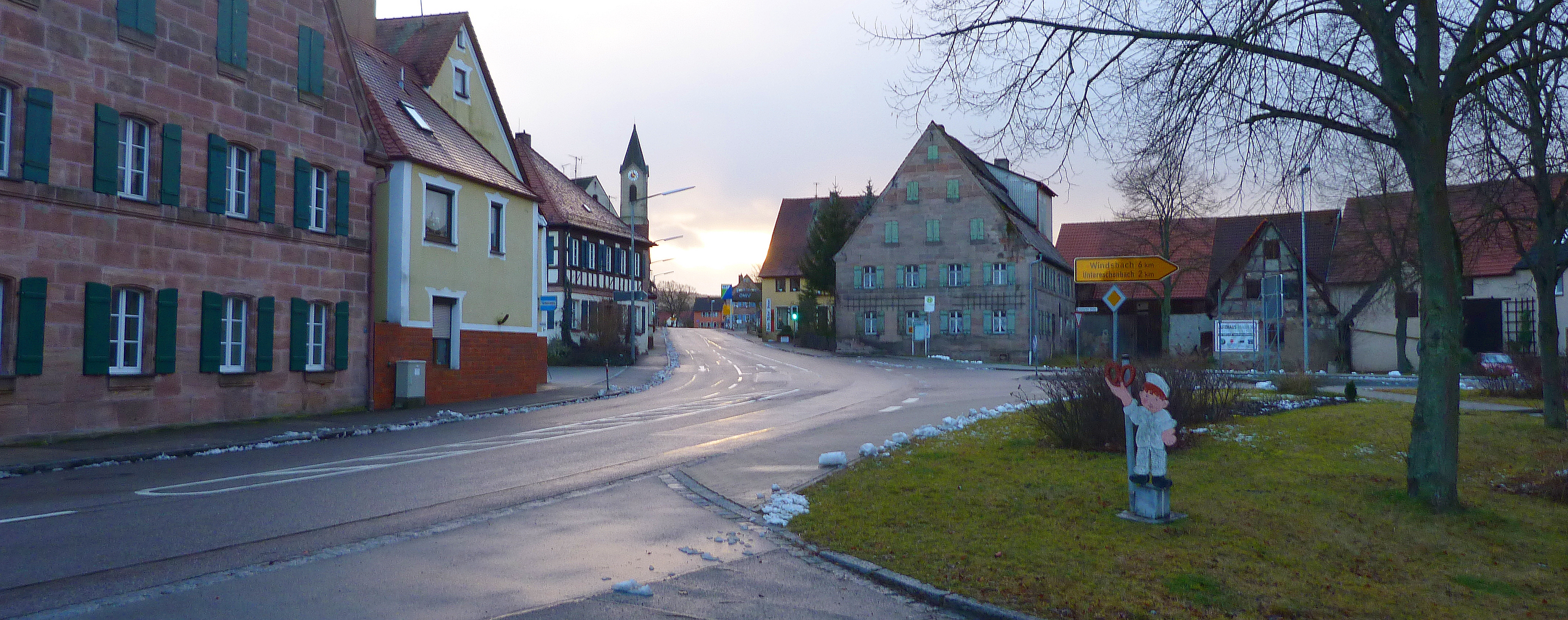
Im Ort
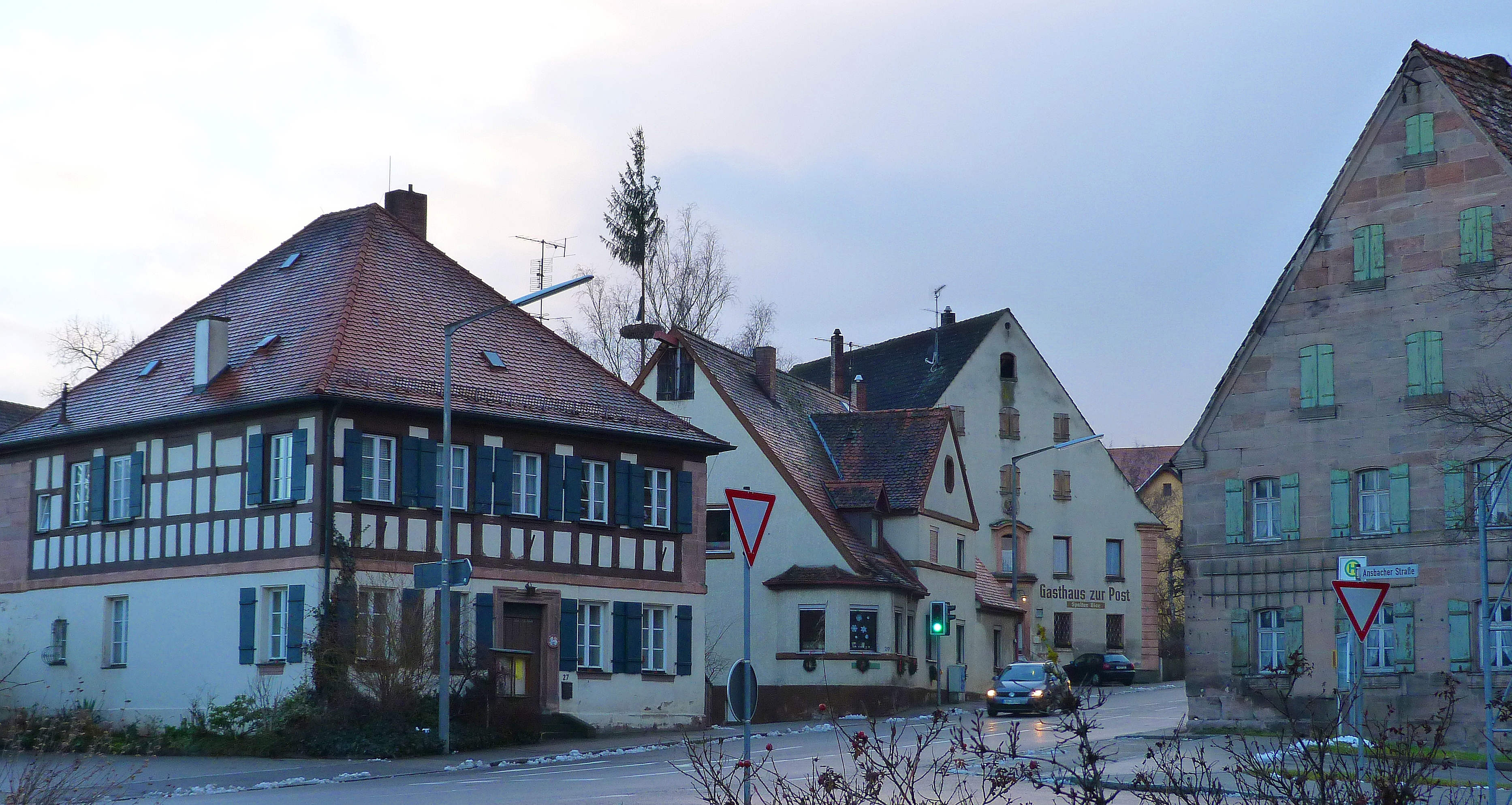
Alte Häuser
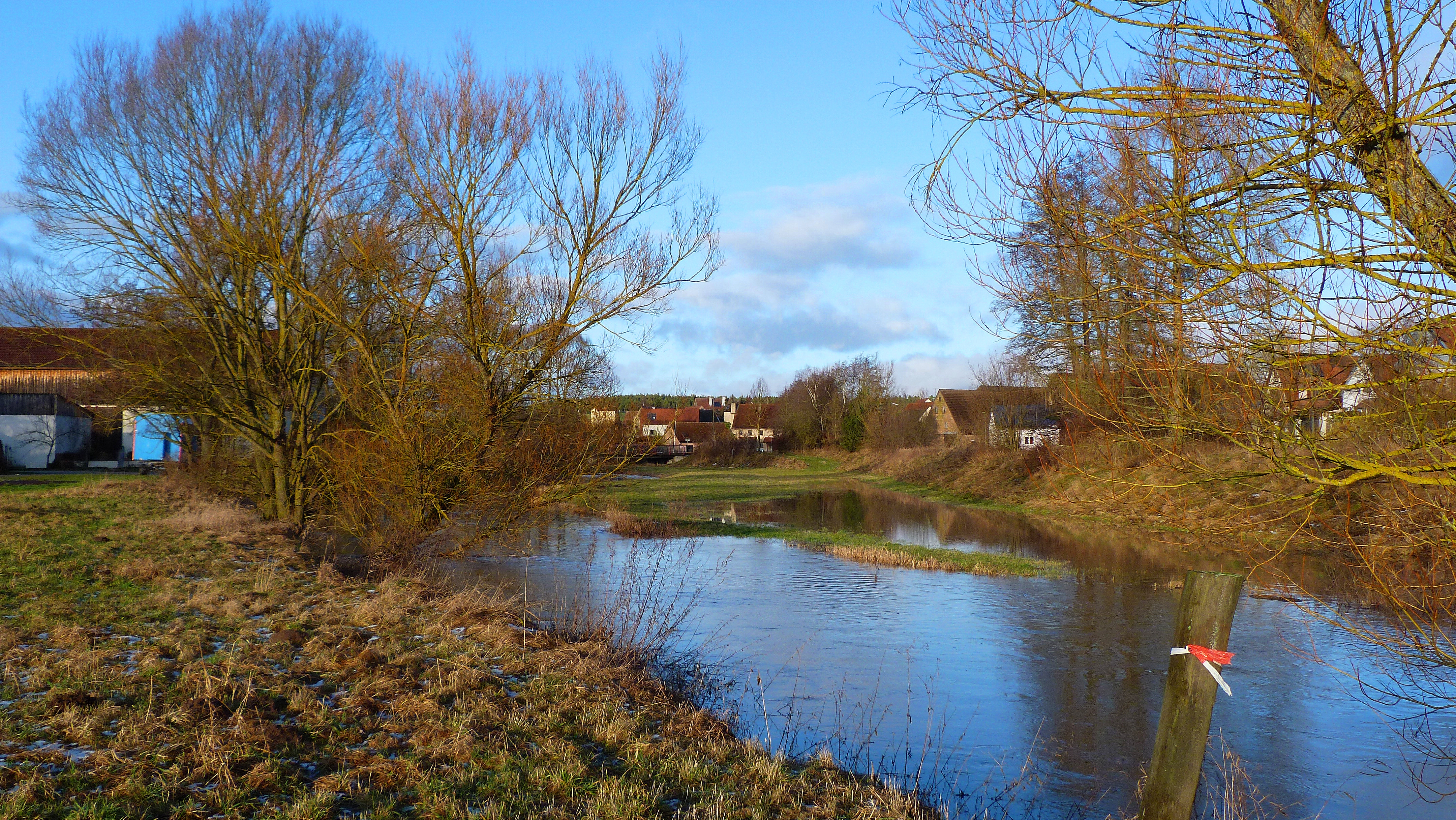
Die Rezat
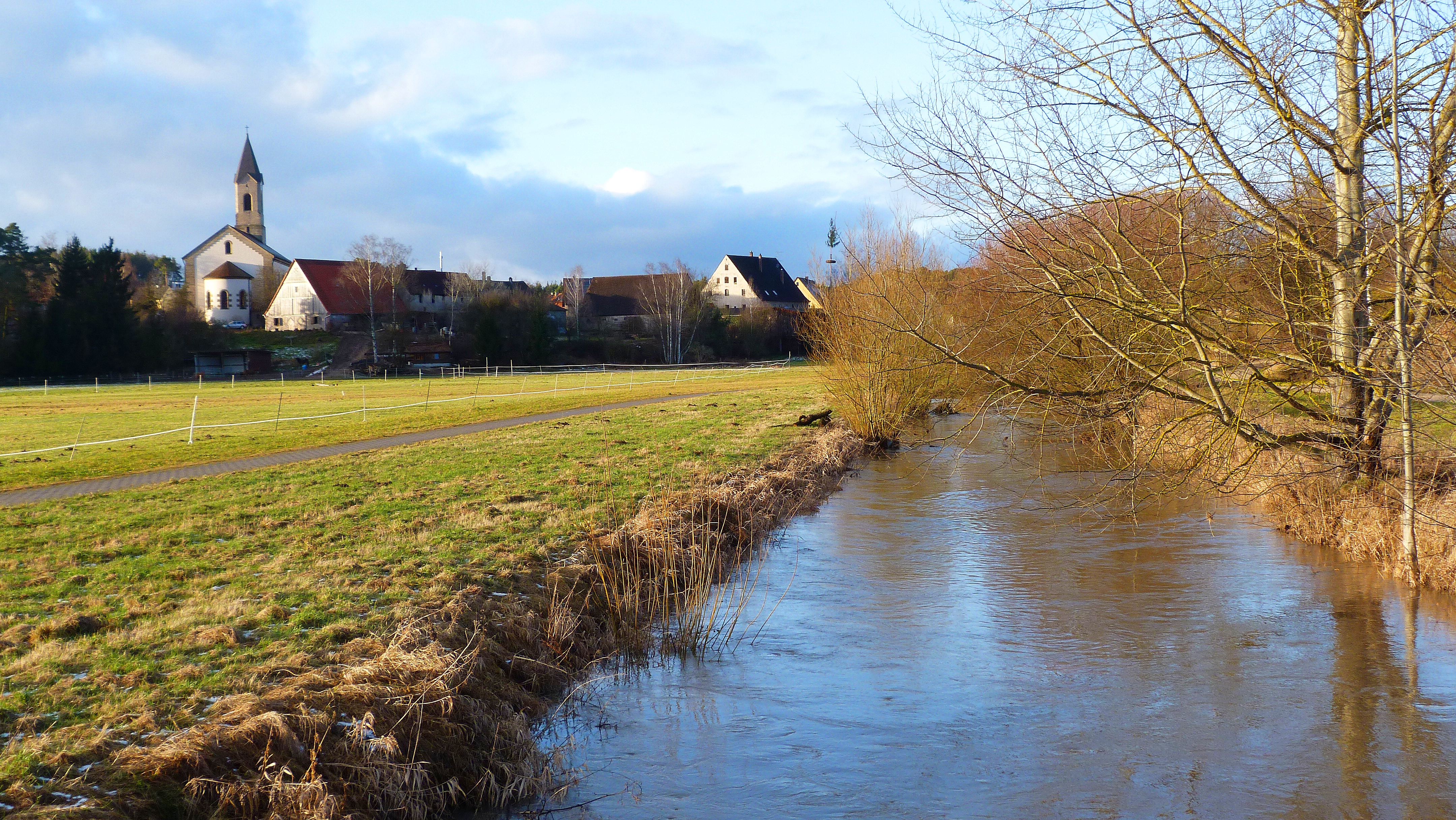
St.-Andreas-Kirche mit Rezat
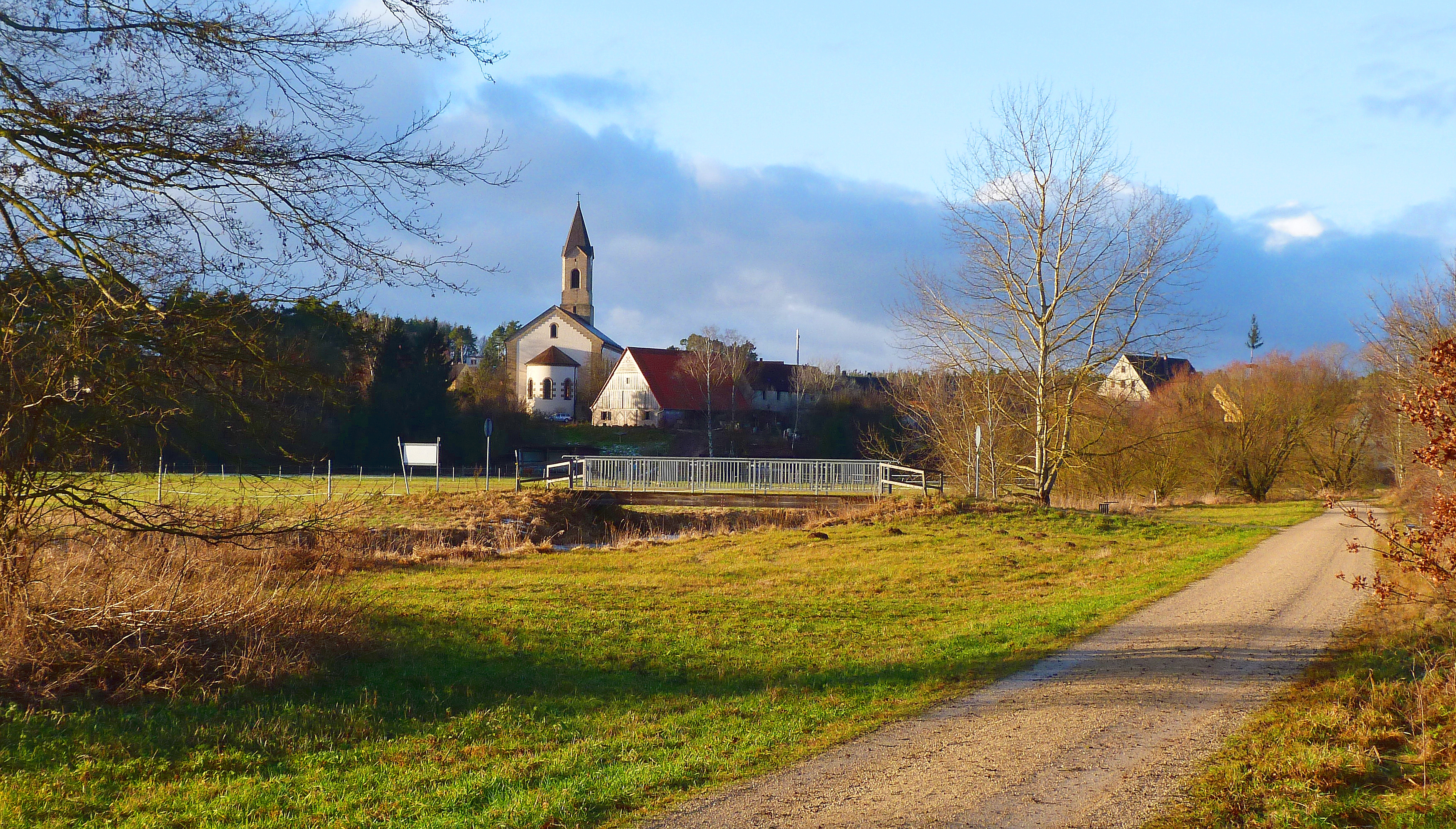
St. Andreas-Kirche
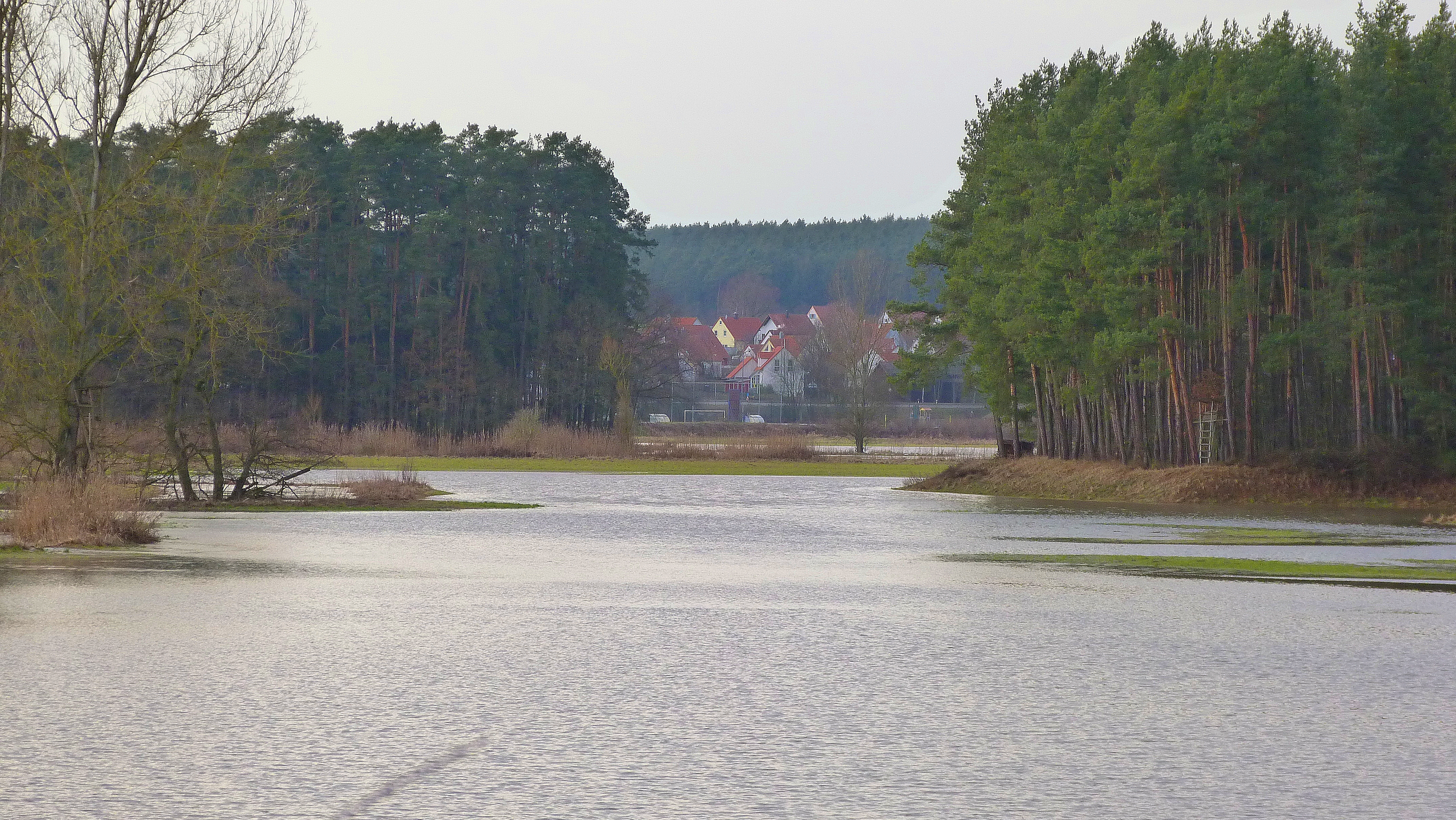
Hochwasser
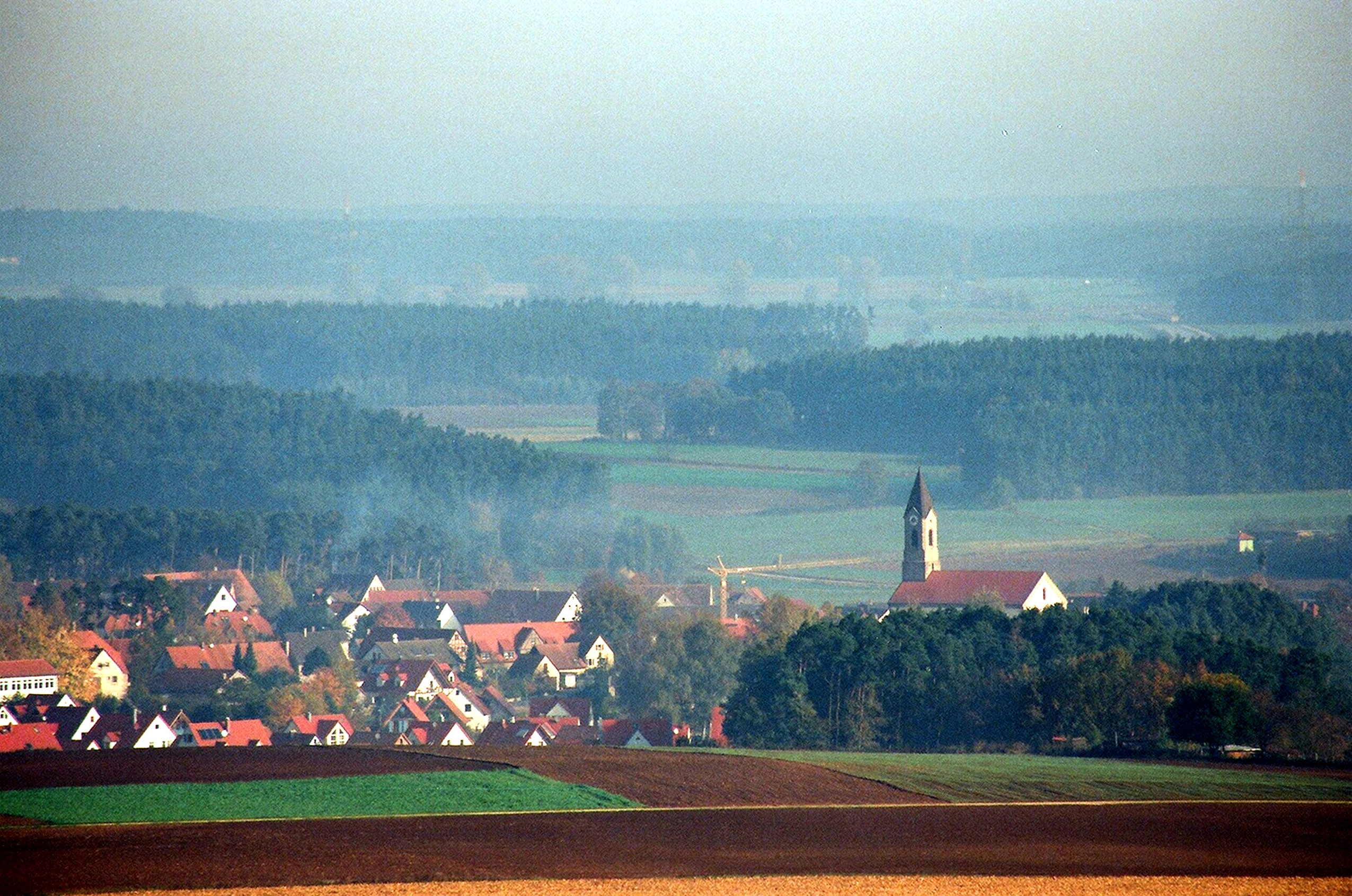
Ortsansicht